# The Golden Age of Grotesque
The Golden Age of Grotesque —en español: La Era Dorada De Lo Grotesco — es el quinto álbum de estudio creado por el grupo de Industrial metal estadounidense Marilyn Manson. En este disco Manson cambia de estilo. Según sus declaraciones, consideró que ya había dicho todo lo que tenía que decir sobre la religión, la sociedad, etc. y por ello esta vez procuró hacer un disco menos serio, alegre, centrado en el erotismo y en lo irracional [cita requerida]. Menciona que se inspiró en el movimiento vanguardista Dadaísmo, que se basaba en conseguir la ausencia total de sentido, mensaje y significado en las creaciones artísticas [cita requerida]. Publicado en el 2003 , este álbum trae un "Bonus Track" en forma de versión llamada "Tainted love". Este disco no llegó a superar las expectativas que la banda tenía, llegando a vender más de 4.000.000 de copias en todo el mundo [cita requerida].
El artista Gottfried Helnwein ha colaborado con Manson en el álbum. La portada y las ilustraciones del álbum fueron creadas por Helnwein, y estas obras también se muestra en sus exposiciones. Las Unidades de edición limitada incluye un DVD titulado Doppelherz (doble centro), un cortometraje surrealista dirigido por Manson.
Se puso de manifiesto en una edición del 2007 de la revista británica de rock Kerrang! que el álbum iba a ser la salida de Marilyn Manson de la música. El álbum ha recibido críticas positivas de mezcla de los críticos de la música comercial y es el segundo álbum de la banda que estuvo en el N.º 1 en el Billboard 200.

## Concepto

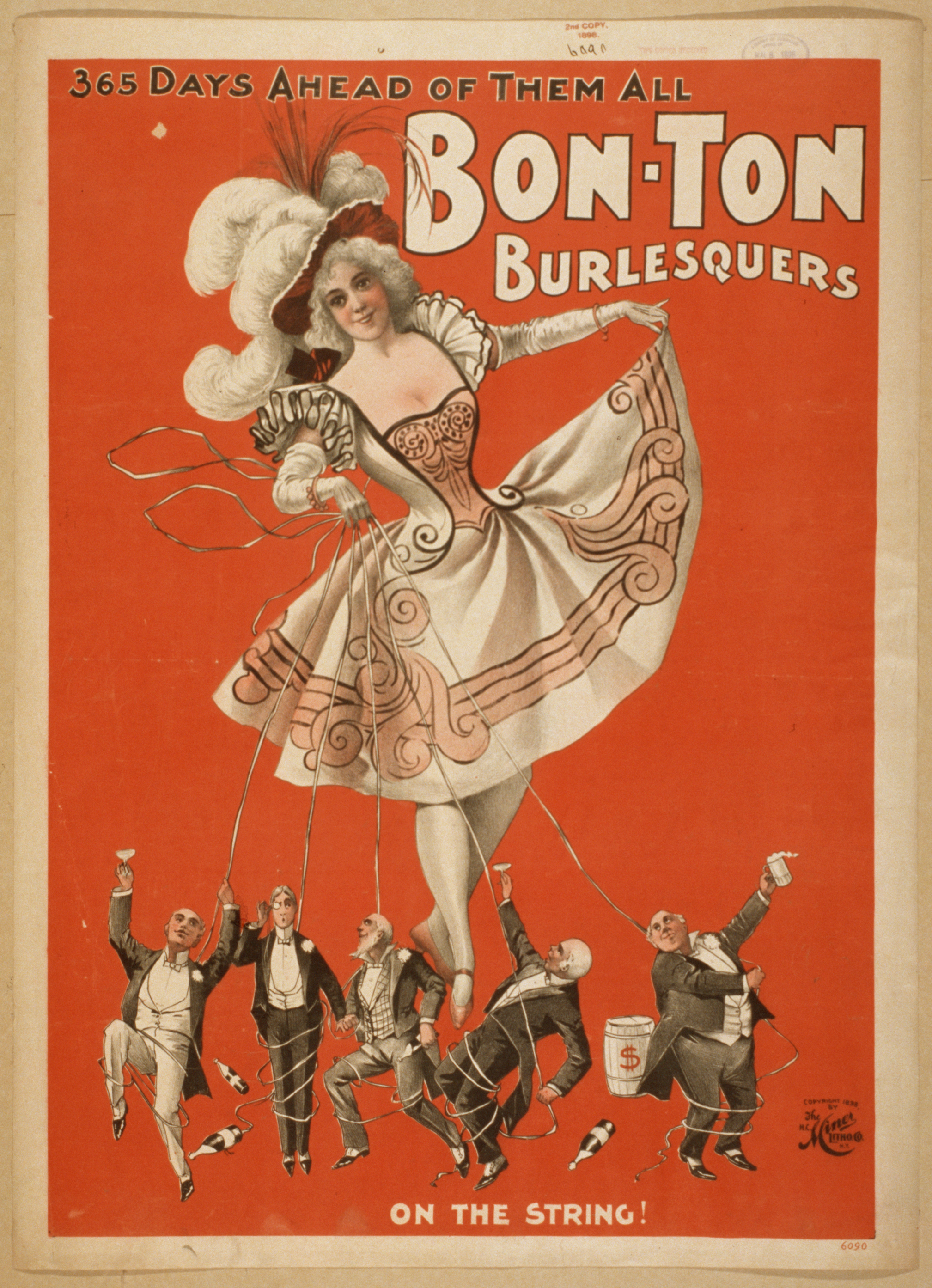
Bon-Ton Burlesquers Ejemplo del estilo del álbum.

Como todo álbum de la banda, la lírica de los temas son experiencias, opiniones o sentimientos de Manson pero The Golden Age of Grotesque tiene un concepto obsceno, vulgar y sincero, todo el álbum se lleva a cabo dentro de un burlesque o un bar, llega a dar una crítica a la burguesía y a otros sectores políticos mediante un aspecto tenebroso y elegante. Tiene un arte estilo virreinato y la elegancia al estilo de los duques siglo XV o XVIII, Otro factor que inspiró a Manson en este álbum fue el sadismo, el sexo y el gore, eso se puede ver representado en el vídeo de (s)AINT, en las escenas de la carne o de Manson con una navaja. El fetichismo se puede ver representado en el vídeo mOBSCENE, en las escenas de la mujer obesa, la niña enjaulada o Manson disfrazado de capitán. Mickey Mouse fue usado bastante en el arte del álbum tanto en su galería fotográfica, en el vídeo This is the New Shit, en el tour del año 2003 y en su galería de pinturas, Un Mickey Alzando su sombrero de orejas y dejando descubierto su hueco cráneo. La crítica al mundo de Manson esta vez fue llevada a una tonada muy vestida, dando a entender que la sociedad esta perdida gracias a la televisión o la publicidad, lleno de pianos estilo burlesque, violines y sonidos de televisión descompuesta junto a sonidos de simios, conferencias de Hitler, gritos de políticos de Estados Unidos y palabras de Manson, es como comienza y termina el álbum (Esto en los temas Thaeter, Obsequey (The Death Of Art) y Baboon Rape Party).  

## Posiciones de chart

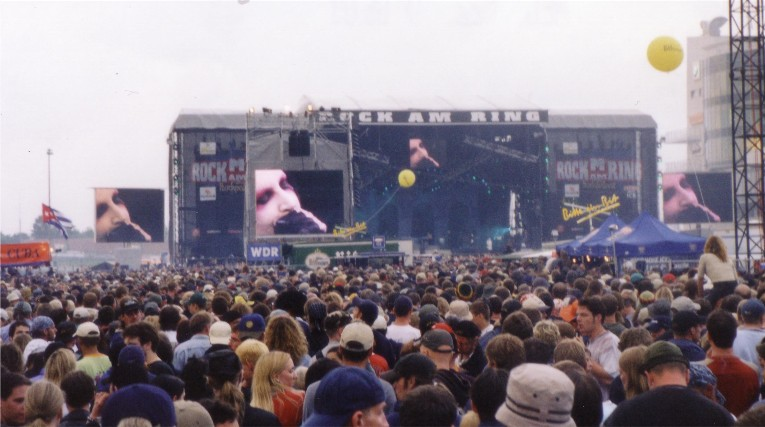
Manson en su Grotesk Burlesk Tour, el cual lleva el mismo concepto del álbum.

| Chart 2003                      |    |
| ------------------------------- | -- |
| Billboard 200                   | 1  |
| UK Albums Chart                 | 4  |
| Mexican Albums Chart (AMPROFON) | 8  |
| Hungarian Albums (MAHASZ)       | 26 |
| Australian Albums Chart         | 5  |

## Sencillos

### mOBSCENE
Alcanzó a llegar a los top 10 y 20 del Billboard Mainstream Rock Tracks y el número 1 en MTV. El sencillo da una vuelta a la carrera de Manson, dejando atrás los simbolismos religiosos y pasar a un estilo de burlesque, lo cual es el tema principal del álbum. El vídeo fue un éxito mundial, convirtiéndose en una de las canciones más clásicas de la banda, el tema repite muchas veces la palabra Obsceno pero el título lleva a Mobsceno la M por Manson.

### This is The New Shit
Alcanzó llegar a varios puestos en Europa y México, convirtiéndose en el 2° sencillo más exitoso del álbum. El tema habla del Cd al decir Esta es la nueva mierda, ya que Manson tenía tres meses para escribir cinco temas y no tenía nada, y escribió This is The New Shit representando que Manson no tenía nada en mente más que basura, al igual que Doll-Dagga Buzz-Buzz Ziggety-Zag, fueron las últimas en escribirse, a pesar de esto el tema fue bien recibido.

### (s)AINT
No llegó a ningún chart, gracias a la censura en todo el mundo por su vídeo altamente gore y sexual, se considera uno de los vídeos más polémicos de la banda, pero el menos exitoso en el mercado.

## Portada
La portada muestra el rostro Marilyn Manson con tejido en la boca, dejándola entreabierta a escala de colores azul-rojo en un fondo negro, aparece en la parte superior la leyenda "Marilyn Manson MM The Golden Age of Grotesque" con letras rústicas

## Lista de canciones
Todas las letras escritas por Manson.
| N.º   | Título                             | Música                      | Duración |  |
| 1.    | «Thaeter»                          | Gacy, Manson, Sköld         | 1:14     |  |
| 2.    | «This Is the New Shit»             | John 5, Manson, Sköld       | 4:20     |  |
| 3.    | «mOBSCENE»                         | John 5, Manson              | 3:25     |  |
| 4.    | «Doll-Dagga Buzz-Buzz Ziggety-Zag» | John 5, Manson, Sköld       | 4:11     |  |
| 5.    | «Use Your Fist and Not Your Mouth» | John 5, Manson              | 3:34     |  |
| 6.    | «The Golden Age of Grotesque»      | John 5, Manson              | 4:05     |  |
| 7.    | «(s)AINT»                          | John 5, Manson, Sköld       | 3:42     |  |
| 8.    | «Ka-boom Ka-boom»                  | John 5, Sköld               | 4:02     |  |
| 9.    | «Slutgarden»                       | John 5, Manson              | 4:06     |  |
| 10.   | «♠️ (Spade)»                       | John 5                      | 4:34     |  |
| 11.   | «Para-noir»                        | John 5, Gacy, Manson, Sköld | 6:01     |  |
| 12.   | «The Bright Young Things»          | John 5                      | 4:19     |  |
| 13.   | «Better of Two Evils»              | John 5, Gacy, Manson, Sköld | 3:48     |  |
| 14.   | «Vodevil»                          | John 5, Sköld               | 4:39     |  |
| 15.   | «Obsequey (The Death of Art)»      | Manson, Sköld               | 1:48     |  |
| 61:13 |                                    |                             |          |  |

Versión Japonesa, UK o internacional bonus track:
| Bonus Tracks |                                                    |                             |          |  |
| N.º          | Título                                             | Escritor(es)                | Duración |  |
| 16.          | «Tainted Love» (International bonus track)         | Ed Cobb                     | 3:20     |  |
| 17.          | «Baboon Rape Party» (UK/Japanese bonus track)      | Manson, Sköld               | 2:41     |  |
| 18.          | «Paranoiac» (Para-Noir Remix Japanese bonus track) | John 5, Gacy, Manson, Sköld | 3:57     |  |